# Фујез
Фујез (фр. Fouilleuse) насеље је и општина у североисточној Француској у региону Пикардија, у департману Оаза која припада префектури Клермон.
По подацима из 2011. године у општини је живело 116 становника, а густина насељености је износила 39,86 становника/km². Општина се простире на површини од 2,91 km². Налази се на средњој надморској висини од 154 метара (максималној 156 m, а минималној 105 m).

## Демографија
| 1962. | 1968. | 1975. | 1982. | 1990. | 1999. | 2011. |
| ----- | ----- | ----- | ----- | ----- | ----- | ----- |
| 14    | 24    | 37    | 61    | 68    | 77    | 116   |

График промене броја становника у току последњих година